# Ben Malango
```
| nom                 = Ben Malango
| image               =
| taille image        = 
| légende             = 
| club actuel         = 
 
Qatar SC

| numéro en club      = 28
| nom de naissance    = Ben Malango Ngita
| période pro         = 
2013
-
| date de naissance   = 
10 novembre
 
1993
 
(31 ans)

| lieu de naissance   = 
Kinshasa
 (
Zaïre
)
| nationalité         = 
 
Congolais (RDC)

| date de décès       = 
| lieu de décès       = 
| taille              = 
1,85
 
m
 (6
′
 
1
″
)

| position            = 
Attaquant

| pied                = Droit
```

 | parcours junior     = 
0000-2013
 Jack Trésor Kinshasa

 | parcours pro        = 
2013-2016
 CS Don Bosco

2016-2019
 TP Mazembe
108 (58)

2019-2021
 Raja CA
079 (35)

2021-2022
 Sharjah FC
029 (11)

2022-
 Qatar SC
062 (17)

Ben Malango, de son nom complet Ben Malango Ngita, né le 10 novembre 1993 à Kinshasa, est un footballeur international congolais. Il évolue au poste d'attaquant au Qatar SC et avec l'équipe de république démocratique du Congo.

## Biographie

### En club

#### Jeunesse et formation
Ben Malango Ngita voit le jour le 10 novembre 1993 à Masina, commune de l'est de Kinshasa, capitale et plus grande ville de la république démocratique du Congo. Il fait ses débuts dans le football avec le modeste club du Jack Trésor Kinshasa, avec qui il effectue ses premières années d'apprentissage.

#### Débuts à Don Bosco (2013-2016)
En 2013, alors qu'il est âgé de 20 ans, Malango part pour Lumumbashi, en vue de rejoindre le Cercle sportif Don Bosco, fraîchement promu en première division congolaise. Il découvre le monde professionnel en disputant l'édition 2013-2014 du championnat de RDC, où le club termine deuxième de son groupe, à égalité avec le futur champion, le TP Mazembe. Ceci lui permet d'accéder aux plays-off, qu'il achèvera à la quatrième place.

#### Révélation au TP Mazembe (2016-2019)
Avec huit buts et quatre passes décisives à son actif à l’issue de la manche aller du championnat, Ben Malango n'échappe pas aux radars du club le plus titré du pays, le TP Mazembe, qui annonce son recrutement en novembre 2016.
Le 19 novembre 2017,  il remporte la Coupe de la confédération en 2017, en battant le club sud-africain du Supersport United en finale. Il inscrit notamment un but lors de la demi-finale aller disputée face à l'équipe marocaine du FUS de Rabat.
Il joue également les finales de la Supercoupe d'Afrique en 2017 et 2018. En 2017, son équipe s'incline face au Mamelodi Sundowns. En 2018, son équipe s'incline à nouveau, cette fois face au Wydad AC.
Il atteint aussi avec cette équipe les quarts de finale de la Ligue des champions 2018, puis les demi-finales en 2019. Il inscrit sept buts dans cette compétition lors de l'année 2018. Il est notamment l'auteur d'un triplé face au club mozambicain de l'UD Songo, puis d'un doublé face au club algérien de l'ES Sétif.
En novembre 2018, la CAF dévoile ses listes de nommés pour les différentes catégories de la cérémonie des CAF Awards 2018, Ben Malango est nommé dans la catégorie de meilleur joueur Africain de l'année avec 33 autres joueurs.
Il se blesse lors de la confrontation retour contre Zesco United au compte du premier tour de la ligue des champions 2018-2019. Les analyses révèlent une fracture au 5e métatarsien du pied droit et le joueur est annoncé forfait pour un mois. Cependant, la blessure s'avère plus sérieuse et l'attaquant ne fait son retour que 4 mois plus tard lors de la demi-finale contre l'Espérance de Tunis, en remplaçant Trésor Mputu à la 61e minute.
Il se blesse lors de la confrontation retour contre Zesco United au compte du premier tour de la ligue des champions 2018-2019. Les analyses révèlent une fracture au 5e métatarsien du pied droit et le joueur est annoncé forfait pour un mois. Cependant, la blessure s'avère plus sérieuse et l'attaquant ne fait son retour que 4 mois plus tard lors de la demi-finale contre l'Espérance de Tunis, en remplaçant Trésor Mputu à la 61e minute.

#### Raja Club Athletic (2019-2021)
Lors de l'été 2019, il signe un contrat de trois ans en faveur du Raja Club Athletic. Le joueur arrive libre, sans aucune indemnité de transfert. Toutefois, le TP Mazembe conteste ce transfert, au motif que son contrat avec le club courrait jusqu'en 2021.
Le 21 septembre 2019, Ben Malango obtient l'autorisation provisoire de la FIFA, pour jouer avec le Raja. Toutefois, il s'avère trop tard pour inscrire le joueur en Ligue des champions.
Il dispute son premier officiel deux jours plus tard, en tant que titulaire contre les palestiniens du Hilal Al-Quds au titre du match aller du Championnat arabe des clubs 2019-2020, match remporté 1-0. Au match retour à Jérusalem, Malango délivre deux passes décisives à Fabrice Ngoma et à Ayoub Nanah, successivement à la 48e et la 82e minutes. Le 21 octobre, il inscrit un triplé lors d'un match amical contre l'Association sportive de Salé au Complexe sportif Raja-Oasis.
Le 25 octobre au Stade Mohamed V, au titre de la 1re journée de la Botola contre le Raja de Beni Mellal, Malango inscrit son premier but officiel d'un coup de tête sur un corner frappé par Soufiane Rahimi, à la 76e minute de jeu.
Le 23 novembre, au titre des huitièmes de finale du Championnat arabe des clubs contre le Wydad, les Verts sont menés 4-1, et en quinze minutes, Hamid Ahaddad marque le deuxième but, Mohsine Moutouali marque un penalty en réalisant une « Panenka » à la 88e minute, avant que Ben Malango ne complète cette Remontada historique et n'inscrit le but d'égalisation à la 94e minute (4-4), un but synonyme de qualification. Le Raja élimine donc son ennemi juré lors du premier Derby dans une compétition internationale.
Le 27 décembre, il enregistre son premier but en Ligue des champions avec le Raja, en ouvrant le score face à la JS Kabylie au titre de la 3e journée de la Ligue des champions 2019-2020 (victoire 2-0).
Le 15 janvier 2020, au titre de la 11e journée du championnat face au Ittihad Raidhi de Tanger, il inscrit son premier doublé avec les Verts et porte son compteur de buts en championnat à 5. Il est de ce fait désigné Homme du match par les supporters (victoire 4-1). Le 28 février, au titre des quarts de finale de la Ligue des champions, Malango doit faire face à son ancien club, le TP Mazembe. Six minutes après le coup d'envoi, il ouvre le score d'un coup de tête placé au second poteau (victoire 2-0).
Le 5 mars, la chambre de résolution des litiges de la FIFA rejette l'intégralité des demandes du TP Mazembe et confirme le statut de Ben Malango en tant que joueur du Raja Club Athletic qualifié sur l’ensemble des compétitions. 
Le 6 octobre, Malango est appelé en équipe nationale en compagnie de son coéquipier Fabrice Ngoma, ce qui les prive des deux journées décisives du championnat, où le Raja a besoin de deux victoires pour s'adjuger le titre. C'est ce qui arrive le 11 octobre quand l'équipe bat les FAR de Rabat lors de l'ultime journée, grâce à un doublé décisif de Abdelilah Hafidi, après que le Raja ait été mené au score à la fin du premier carton, qui offre le titre de champion du Maroc aux Verts. C'est le premier titre du congolais avec le Raja CA. 
Le 4 janvier 2021, Ben Malango est annoncé positif au Covid-19 et manque de fait le match de son équipe en Ligue des champions. Il revient de justesse pour disputer le demi-finale du Championnat arabe des clubs contre l'Ismaily SC le 11 janvier et démarre la rencontre du banc de touche. Après le premier but du Raja à la 60e minute, Malango entre en jeu et inscrit le but qui qualifie son équipe pour la finale de la compétition (victoire 3-0). 
Le 4 avril, au titre de le 3e journée de la Coupe de la confédération contre le Pyramids FC, il inscrit le second but du Raja sur une passe de Mohsine Moutouali (victoire 2-0). Marquant son 19e but avec le Raja, il devient le deuxième meilleur buteur étranger de l'histoire du club ex æquo avec le centrafricain Vianney Mabidé, et derrière le burkinabé Mohamed Ali Diallo qui totalise quant à lui 27 buts. 
Le 16 avril, il inscrit un doublé en déplacement face au Moghreb de Tétouan (victoire 2-3), et devient le meilleur buteur du championnat 2020-2021 avec 7 buts. Le 4 mai, le Raja CA lui décerne le prix 'Aigle du mois' d'avril 2021 qui récompense le meilleur joueur du mois. 
Le 27 mai, il marque le but d'égalisation contre le Chabab Mohammédia en championnat (victoire 1-2), et devient le meilleur buteur étranger de l'histoire du Raja CA avec 28 buts, dont 17 inscrits durant la saison en cours. Il termine la saison avec 24 buts au compteur dont 16 en championnat qui le place deuxième au tableau des buteurs derrière Ayoub El Kaabi qui le devance de 2 buts. 

#### Sharjah SC (2021-2022)
Le 26 juillet 2021, Ben Malango s'envole aux Émirats arabes unis pour rallier le Sharjah FC. Le joueur s'est engagé pour trois saisons avec le club émirati au terme d'un transfert qui lui a coûté 3,5 millions d'euros.

### En sélection
Le 11 août 2017, Ben Malango reçoit sa première sélection avec l'équipe de république démocratique du Congo, contre le Congo (0-0). Huit jours plus tard, il joue son second match, contre cette même équipe (1-1). Ces deux rencontres rentrent dans le cadre des éliminatoires du championnat d'Afrique des nations 2018.
Le 28 mai 2018, il reçoit sa troisième sélection lors d'un match amical face au Nigeria et inscrit son premier but pour son pays (score : 1-1).
Le 11 juin 2021, il inscrit son deuxième but avec les Léopards contre le Mali lors du second match de préparation à Tunis (score : 1-1).
Le 29 mars 2022, lors des barrages retour contre le Maroc pour la coupe du monde 2022, alors que les léopards sont menés 4 buts à 0, il fait son entrée en jeu à la 76ème minute et marque sur son premier ballon d'un splendide enchaînement contrôle-volée pour réduire le score à 4-1.

## Style de jeu
Ben Malango est doté d'une bonne frappe lui permettant de marquer en dehors des seize mètres, sa puissance physique et son contrôle de balle lui octroie une bonne capacité d'orientation de jeu lorsqu'il est dos aux cages. Il possède également un jeu de tête au-dessus de la moyenne qui lui confère une grande dangerosité sur coup de pieds arrêtés. 
Surnommé 'Big Ben', c'est un attaquant physique et complet, très bon balle au pied malgré sa grande taille (1,83 m) et qui dispose d'une technique qui lui permet de se sortir de situations difficiles.

## Statistiques détaillés
| Saison                | Club                  | Championnat           | Championnat | Championnat | Championnat | Coupe(s) nationale(s) | Coupe(s) nationale(s) | Coupe(s) nationale(s) | Supercoupe | Supercoupe | Supercoupe | Compétition(s) continentale(s) | Compétition(s) continentale(s) | Compétition(s) continentale(s) | Compétition(s) continentale(s) | Coupe arabe des clubs | Coupe arabe des clubs | Coupe arabe des clubs | Supercoupe Afrique | Supercoupe Afrique | Supercoupe Afrique | Total | Total | Total |
| Saison                | Club                  | Division              | M.          | B.          | P.d.        | M.                    | B.                    | P.d.                  | M.         | B.         | P.d.       | Comp.                          | M.                             | B.                             | P.d.                           | M.                    | B.                    | P.d.                  | M.                 | B.                 | P.d.               | M.    | B.    | P.d.  |
| 2019-2020             | Raja CA               | Botola pro            | 20          | 5           | 2           | -                     | -                     | -                     | -          | -          | -          | CL                             | 9                              | 3                              | 1                              | 7                     | 2                     | 2                     | -                  | -                  | -                  | 36    | 10    | 5     |
| 2020-2021             | Raja CA               | Botola pro            | 26          | 16          | 3           | 3                     | 2                     | 0                     | -          | -          | -          | CL+CON                         | 1+11                           | 0+6                            | 0+1                            | 1                     | 1                     | 0                     | -                  | -                  | -                  | 42    | 25    | 4     |
| Sous-total            | Sous-total            | Sous-total            | 46          | 21          | 5           | 3                     | 2                     | 0                     | -          | -          | -          | -                              | 21                             | 9                              | 2                              | 8                     | 3                     | 2                     | -                  | -                  | -                  | 78    | 35    | 9     |
| Total sur la carrière | Total sur la carrière | Total sur la carrière | 46          | 21          | 5           | 3                     | 2                     | 0                     | -          | -          | -          | -                              | 21                             | 9                              | 2                              | 8                     | 3                     | 2                     | -                  | -                  | -                  | 78    | 35    | 9     |

## Palmarès
Raja Club Athletic (3)
- Championnat du Maroc
  - Champion en 2020.
- Coupe de la confédération
  - Vainqueur en 2021.
- Coupe arabe des clubs champions 
  - Vainqueur en  2020.

 TP Mazembe (3)
- Championnat du république démocratique du Congo (2)
  - Champion en 2017 et 2019.
  - Vice-champion en 2018.
- Coupe de la confédération (1)
  - Vainqueur en 2017.
- Supercoupe d'Afrique
  - Finaliste en 2017 et 2018.

## Distinctions personnelles
- Meilleur buteur du Championnat de RDC 2016-2017 (18 buts)[41].
- 2e buteur du Championnat de RDC 2017-2018 (17 buts)[41].
- Meilleur buteur de la Coupe de la confédération en 2017 (6 buts), et 2021 (6 buts).
- 2e buteur de la Ligue des champions de la CAF 2018 (7 buts).
- Nommé par L’Union de Footballeurs du Congo parmi l’équipe-type de l’année 2017[42].
- Nommé pour les CAF Awards pour le prix du meilleur joueur évoluant en Afrique en 2017.
- Nommé pour les CAF Awards pour le prix du meilleur joueur africain en 2018[43].
- Joueur du mois du Raja CA en avril 2021.
- Meilleur buteur étranger de l'histoire du Raja CA.
- 2e buteur du Championnat du Maroc 2020-2021 (16 buts).